# تشارلز إتش بيل
تشارلز إتش بيل (بالإنجليزية: Charles H. Bell)‏ هو ضابط أمريكي، ولد في 15 أغسطس 1798 في نيويورك في الولايات المتحدة، وتوفي في 19 فبراير 1875 في نيو برونزويك في الولايات المتحدة.